# Крафтверк
Крафтверк (от немски: Kraftwerk – „електроцентрала“) е немска музикална група, която има ключов принос в развитието на електронната музика. Групата е сформирана от Флориан Шнайдер и Ралф Хютер през 1970 г., но става широко известна като квартет, в който участват още Волфганг Флюр и Карл Бартос. Първоначално Ралф и Флориан стартират като дует „Организейшън“ (1968). Две години по-късно дуетът прераства в квартет. Името на групата не е случайно избрано. Ралф и Флориан приемат за своя музикална концепция съчетаването на шумове от действителността и комбинирането им с подходяща мелодия и машинен ритъм. По този начин те се опитват да създадат за всички слушатели впечатлението, че се намират в центъра на някакво индустриално предприятие.

## История
Бащата на Флориан е известен архитект в Дюселдорф – построил е доста обществени сгради в града. Така той непряко е формирал в представите на сина си любов към машините и индустриалните картини – по думите на самия Флориан.
В следвоенна Германия, за самите германци индустрията става символ на възраждането от пепелищата на Втората световна война. Индустрията е символ и на техническия прогрес, чрез който страната се опитва да създаде нова представа за себе си, като една индустриализирана и съвършено нова и различна Германия.
Ралф и Флориан са още студенти по музика в Кунстакадеми (училището по изкуства) в Ремшед край Дюселдорф, когато по време на една екскурзия до западен Берлин, на една стена в центъра на града, те виждат плакат, известяващ за предстоящ футболен мач. Някъде в текста на плаката се споменава името на отбора – ”Динамо Дрезден“. Динамото е една електромашина, даваща енергия и символизираща движението и динамиката. Двамата музиканти обичат динамиката и движението, превъплътени във велосипедите и колоездачните състезания. През годините тази любов към велосипеда се превръща в мания за тях – особено за Флориан. За момчетата динамото става символ на сила, енергия, мощ, движение... Тези момчета, обичат машините и градската динамика. Все едно, че двамата приятели са привърженици на течението на футуристите от началото на ХХ век. Въобще футуристичното начало намира почва и е основание за всичките им експерименти в света на музиката – лидерите на Крафтверк са футуристи и по душа, и по призвание.
Във време, в което всеки дръзнал да прави музика се опира единствено и само на американските корени – ритъм енд блуз, джаз, кънтри и уестърн, фолк и донякъде британския бийт рок – стилове, превърнали се в „железен закон“ в сферата на шоубизнеса, музикантите от Крафтверк загърбват модерното към тогавашния момент, правилата на шоубизнеса, сигурността на пазара, и буквално от нулата започват да създават музика, основаваща се на непозната дотогава, т.е. абсолютно нова, музикална концепция.
Появила се на германската музикална сцена в началото на 1968 година, групата Крафтверк (тогава под името Organisation) изобщо не е сама. Представители на т.нар. краутрок (авангарден немски рок – германски еквивалент на британския прогресив рок) са и групите Tangerine Dream, Can, Faust, Amon Dull – II, Neu, както и Клаус Шулце – бивш участник в Тенджърин Дрийм.
Това е времето на модните стилове от началото на 70-те – психеделичен рок, прогресив рок, минимализъм, спейс-рок, джаз-рок, фрий джаз, фюжън джаз, естрада (първообраз на попмузиката) – изобщо цари атмосфера на какви ли не експерименти както във формата, така и в съдържанието на музикалните продукти. След издаването на първия им албум, Ралф и Флориан променят името от „Организейшън“ на „Крафтверк“.
Първите им три албума се оказват минималистични – „Kraftwerk“ (1970), „Kraftwerk 2“ (1971), „Ralf und Florian“ (1973). С подчертано експериментален характер, записани с помощта на студийни музиканти, в тях шумът и мелодиите, издържани в нехармонични акорди, са превърнати в основен (а често и единствен) акцент. В дух на експериментаторство, въоръжени с микрофони, двамата лидери от групата – Ралф и Флориан, обикалят в търсене на звуци от околната среда. В постепенно обземащия ги ексцентризъм, те записват дори звуците от растящите си бради.
Да се разчита на популярност с такава „музика“ е трудно. Затова решават да пресъздадат звучността от пътуване по аутобан – записват албум със същото заглавие през 1974 г. – „Autobahn“. Двадесет и две минутната едноименна композиция, оригинално представяща въображаемо пътуване по магистрала, превръща албума в „златен“. „Autobahn“ се оказва международният пробив на Крафтверк в музикалния бизнес. Освен отличното представяне в европейските класации, албумът се класира на високите места дори в класация на американското сп. Bilboard – сигурен знак за глобален успех. В същата година в състава се включват Волфганг Флюр (електронни ударни) на мястото на Клаус Дингер (основал по-късно проекта „Neu“), и Клаус Рьодер (китари) – на мястото на Михаел Рьодер. След успеха на „Аутобан“ музикантите разбират, че за да продължат напред, е необходима някаква промяна.
Заглавието на следващия албум „Radio-activity“ (1975) е игра на думи. Действително в албума става въпрос за всичко, свързано с думата радио – радиовълни („Radiowelle“), радиоактивност („Uranium“, „Geiger Counter“) и т.н. Този албум е вече подчертано по-мелодичен. В него Крафтверк използват човешкия глас като инструмент – обработен чрез вокодер. Както в предишния албум, така и тук мелодиите придобиват преимущество над шумовете. Но в музикалните теми все още се долавя експериментален дух. Оказва се, че Крафтверк не загърбват действителността и нейните актуални проблеми. Записите по албума са направени в момент, в който на световната политическа сцена активно се обсъжда опасността от превъоръжаване с ядрено оръжие от страна на световните политически сили. Решени винаги да са новатори, освен новата тема, Крафтверк променят и концепцията си за звучност. При записа на „Radio-activity“, те използват само електронни инструменти. Вече няма китари, флейти и виолини, използвани в „Аутобанж“. Тук се чуват само синтезатори и измайсторените лично от Волфганг електронни перкусии. Така групата лансира изцяло електронната звучност, превърната три години по-късно в образец за синтпоп музикантите на „Новата вълна“ и „Новия романтизъм“ – електронната мода на 80-те.
Освен това в този албум Клаус Рьодер е заменен от Карл Бартос, свирещ на електронни клавишни инструменти и понякога на електронни перкусии. Този състав на Крафтверк ще остане неизменен до 1987 г. и ще бъде определян от изследователите на попмузиката като най-успешния в историята на групата.
Втория си голям успех достигат с Trans Europa Express (1977) – нов албум, нова тема. В него се чуват металните шумове от колелата на движещ се влак, както и сигналите при преминаване до железопътен кантон. Тук Крафтверк балансират поравно експерименталната част на албума – Trans Europa Express, Metal over Metal, и мелодичната Europa endless, Show room Dummies например. В албума се споменават имената на Иги Поп и Дейвид Бауи – поп-героите на онова време. Дори Дейвид Бауи, обладан от идеите за електронна музика, се опитва да влезе в контакт с групата, но не успява. Крафтверк го вдъхновяват за албумите му от т. нар. берлински период – „Low“, „Heroes“ и „Lodger“. Същевременно музикантите от Крафтверк все по-често се затварят за работа в студиото, което постепенно става техен дом и работно място. Те постепенно се откъсват от контактите си с външния свят, свеждайки ги до възможния минимум. Нещо повече – наемат адвокат в Ню Йорк, който да бъде свръзката им със света. Работят усилено. Нов албум – нова тема.
Музикалните журналисти наричат музиката им студена, футуристична, роботоподобна. Крафтверк не закъсняват с отговора – издават албума „The Man-Machine“ (1978) – крайъгълен камък в историята на електронната музика. Оттук нататък, неизменно с годините, на сценичните изяви на групата присъстват и четири механични манекена оформени с лицата на самите музиканти. Впечатлението, което манекените създават, е потресаващо. Пренасят ги в специални сандъци, които в Париж, служители от багажното отделение на гарата, втрещени от гледката, оприличават на ковчези. В друга случка, показваща доколко ексцентрични са германците от групата, се разказва как на една пресконференция, вместо музикантите да дават интервю, те поставят на определените за тях места прословутите манекени. Журналистите са изумени, манекените – яростно унищожени.
Албумът „Човекът-машина“ съдържа мелодичен и интригуващ слушателя материал. Композицията „The Robots“ става запазена марка на групата, а „The Model“ – образец на подражание за създателите на „прохождащия“ в това време стил „синтпоп“, изпълняван от Гари Нюман и групите Ултравокс (Ultravox), Хюман Лийг (Human League) и OMD (Orchestral Manoeuvres in the Dark). Точно заради това, същият сингъл, преиздаден през пролетта на 1982 г., заема първото място в британските класации. Това е и първият албум на групата, след който не последва турне в негова подкрепа. Групата продължава да се самоизолира от околния свят. Дистанцирането и самовглъбяването продължава. Две години и половина за групата, съставена от хора-машини не се чува нищо.
През 1981 г. е издаден албумът „Computer World“ – тук може да се открият зародишите на хаус и техно теченията, станали модерни десет години по-късно. Хитовете от албума са: „Numbers“, „Computer Love“, „Its more to Fun to compute“. В чисто идеен план този албум представя въображаемо пътуване в света на компютрите. В него се „говори за компютри, удоволствието от изчисляването, номера и числа“. Една „разходка“ във вътрешността на компютър – пътуване през „светаж на диоди, транзистори, ремистори, термистори, съпротивления, платки и интеграли“. Нещо като музикален еквивалент на филма „Трон“, излязъл на големия екран година по-късно. И в тогавашния момент се очертава оформянето на нов за музикалната индустрия проблем.
Непрекъснатото обновяване на електронните инструменти задължава всички групи и музиканти, които ги използват, да бъдат винаги в крак с модата и ноу-хау във всеки един произволен момент. Така групата Крафтверк се превръща в жертва на непрекъснато повишаващата се скорост на поява на все по-нови модели и марки синтезатори и други електронни инструменти. Музикантите вече не са в състояние да усвоят боравенето с новозакупените инструменти, защото при закупуването, на пазара излизат вече нови синтезатори и други електронни инструменти. Затваря се порочен кръг. Това впрочем се превръща в проблем на всички от ерата на „синт-революцията“, характерна за новата тогава музикална мода наречена „Нова вълна“. Може би затова през осемдесетте години Крафтверк издават само два дългосвирещи албума.
През 1983 г. е издаден сингъл – „Tour de France“. През същата година Флориан Шнайдер при катастрофа преживява черепно-мозъчна травма. В този период колоезденето за него придобива маниакален характер. Пътнотранспортното произшествие го изважда от активна дейност за продължителен период от време. След възстановяването на Флориан, което трае около година и половина, той и останалите членове на Крафтверк непрекъстано аранжират записаното до тогавашния момент. И непрекъснато са недоволни от крайния резултат. Ето защо новият материал на групата – „Electric cafe“, вижда бял свят чак през 1986 г.
„Електрическо кафе“ съдържа материала, записан в суров вид, предвиден да се появи на пазара през 1983 г. под работното заглавие „Technopop“, но неиздаден по горепосочените причини. Вътрешни конфликти в групата са причина през 1987 г. Волфганг да напусне. Атмосферата вече е друга. Вдъхновението спохожда групата все по-рядко. Темпото на работа видимо спада. „Роботите“ се инактивират.
За няколко години Крафтверк изчезва от полезрението на активния шоубизнес. Следват пет години на пълно отсъствие от сцената, класациите, студиото за звукозапис. През 1990 г. и Карл напуска. Вероятно тези ситуации в групата са повод нещо да се промени. Така през 1991 г. Крафтверк решават да напомнят за себе си. Албумът „The Mix“ ознаменува завръщането им на сцената, но не съдържа нов материал, а само ремиксове на старите им хитове. Най-голямо впечатление прави ремиксът на пиесата „The Robots“. Ново десетилетие – нови перспективи. Крафтверк имат какво ново да кажат. Издаването на „The Mix“ съвпада с модния стил тогава, а именно „техно“. На мода излизат и ремиксите. Крафтверк са напълно в крак с времето. Нови членове в групата са Фриц Хилперт, който има латиноамериканска нишка в родословието си, и Хенинг Шмит. Синтезаторите тук са заменени от лаптопи. Специално за шоуто са конструирани четири механични манекена, които имат глави с лицата на живите музиканти. Тези роботи-манекени са главните изпълнители в клипа на песента „The Robots“, който ротира музикалния канал MTV. Следва световно турне, а след него отново мълчание.
В деветдесетте години групата е с променен състав – напуснали са и Волфганг, и Карл. Почти цяло десетилетие Крафтверк имат само спорадични прояви на живо – най-интересна е появата им на фестивала „Експо 2000“ през 2000 г.
Чак през 2003 г. се появяват отново с албума Tour de France, изнасяйки миниконцерт на годишните награди на MTV. През 1999 г. Волфганг Флюр издава книгата „Аз бях робот“, която се радва на пазарен успех. В нея той информира читателите за много интересни, както и някои нелицеприятни факти „от кухнята“ на групата. Става ясно защо е напуснал Крафтверк. Може би същите причини съпътстват напускането и на Карл.
Между другото Карл Бартос издава албум през 2003 г. под заглавие „Комуникация“. Сега той е преподавател в университета в Берлин.
Волфганг Флюр продуцира различни млади групи, решили да продължат концептуалното решение на Крафтверк – а именно да се занимават с електронна музика.
В едно интервю с Карл става ясно, че бившият музикант понастоящем университетски преподавател по комуникационни технологии мисли, че в света на музиката всичко е вече измислено и претворено в дела. С други думи последната дума в рок музиката е вече казана, и точка по въпроса. Но колегата му Волфганг е на противоположното мнение. А групата продължава да концертира, но без да издава нов албум.
На 6 януари 2009 г. официалния сайт на групата информира за напускането ѝ от Флориан Шнайдер. Дали това е края на едно 40-годишно сътрудничество между Шнайдер и Хютер – времето ще покаже. Няма обявена причина за напускането на Шнайдер. Съгласно информацията от сайта, той ще се отдаде на солови проекти.
Приносът на Крафтверк към електронната музика на ХХ век е безспорен, а самите музиканти, с техните оригинални решения и концепция за музиката – образец за мнозина. Към кръгът от техни почитатели се афишират такива имена като Мадона, Кайли Миноуг, Дюран Дюран, Депеш Мод, Свен Вет, Камуфлаж, Томас Долби, Рамщайн, Йелоу Меджик Оркестра и много други герои на миналото, както и на сегашното десетилетие.
Крафтверк оказват голямо влияние върху популярната музика в края на 20 век като я променят коренно, чрез въвеждане на електронния звук не просто като доминиращ, а като единствен такъв, което довежда музиката като такава до нови хоризонти и перспективи на развитие. Благодарение на групата Крафтверк станаха възможни и се случиха такива стилове като ню уейв и ню романтик, доминиращи в ранните години на 80-о десетилетие на ХХ век, както и новите стилове през 90-те, а именно техно, хаус, гоа транс, ембиънт и др. Някои автори на специализираната музикална преса сравняват влиянието на Крафтверк с това на Бийтълс.

## Албуми
- 1970: Tone Float (под името Organisation)
- 1970: Kraftwerk
- 1971: Kraftwerk 2
- 1973: Ralf und Florian
- 1974: Autobahn
- 1975: Radio-Activity (Германско заглавие: Radio-Aktivität)
- 1977: Trans-Europe Express (Германско заглавие: Trans-Europa Express)
- 1978: The Man-Machine (Германско заглавие: Die Mensch-Maschine)
- 1981: Computer World (Германско заглавие: Computerwelt)
- 1981: Virtu ex Machina (Концерт в Токио, неофициален албум)
- 1986: Electric Café
- 1991: The Mix (албум с ремикси)
- 2003: Tour de France Soundtracks
- 2005: Minimum-Maximum (концертен албум)

## Концерти
- 2005: Крафтверк изнасят запомнящ се концерт на 17 юни в Зала „Фестивална“, София, България.